# 桜グラフィティ
桜グラフィティ（さくら - ）は、日本のバンド、ammoflightのメジャー1枚目のシングル。

## 概要
メジャー・デビュー・シングル。シライシ紗トリをプロデューサーに迎えた本作は初回限定盤と通常盤の2形態で発売。
初回限定盤には『桜グラフィティ』・『ゆめのなかがく～ちょびヒゲと三人のゆかいななかまたち篇～』の2曲のビデオクリップ、『ammohouseドキュメントVol.1～ammohouseが出来るまで～』を含めた40分強のDVD、20頁フォトブックレット、ジャケットサイズポストカードA封入。通常盤には初回プレス分のみ ジャケットサイズポストカードB封入。

## 収録曲
全編曲：ammoflight・シライシ紗トリ
1. 桜グラフィティ
作詞・作曲：津久井恒仁・シライシ紗トリ
2. 7の魔法
作詞・作曲：津久井恒仁
3. ゆめのなかがく
作詞：津久井恒仁
作曲：津久井恒仁・久保田庸友
4. 桜グラフィティ -Instrumental-
5. 7の魔法 -Instrumental-
6. ゆめのなかがく -Instrumental-